# 哈立德·本·巴尔加什
哈立德·本·巴爾加什·布賽義迪（阿拉伯语：‎，1874年—1927年）是桑给巴尔苏丹。他父亲为桑给巴尔第二位苏丹巴爾加什·本·賽義德。1896年8月25日，桑给巴尔苏丹哈马德·本·苏韦尼病故，他在德国的支持下自立为苏丹。但是英国支持另一位继承人哈穆德·本·穆罕默德，因此英国要求哈立德·本·巴爾加什立即退位。巴爾加什拒绝退位，组织起一支约2800人的军队，打算抵抗英军。同时英国皇家海军围困了桑给巴尔，并派出陆战队登陆。当地时间8月27日上午9时，在最后通牒没有得到答复后，英军炮轰桑给巴尔，由于实力悬殊，在9时40分时，巴爾加什就宣布投降。这就是持续仅仅约40分钟的英桑战争。巴爾加什躲入德国领事馆并获得庇护，并于同年10月2日从海路逃到了德属东非，获得政治庇护。1916年他在达累斯萨拉姆被英军逮捕，被流放到塞舌尔和圣赫勒拿岛。1925年回到东非。1927年于蒙巴萨去世。
| 前任： 哈馬德·本·蘇韋尼 | 桑给巴尔苏丹 1896年 | 繼任： 哈穆德·本·穆罕默德 |